# Christian Lerche (kommissarius)
 Der er flere personer med dette navn, se Christian Lerche (flertydig).
Christian Diederich Lerche (25. april 1868 i København – 15. januar 1957 sammesteds) var en dansk kongelig kommissarius og kammerherre, far til Fritz Lerche.

## Uddannelse og karriere
Han var søn af oberstløjtnant og kammerjunker Fritz Lerche og Anna Marie Christine født Kracke, blev 1885 student fra Metropolitanskolen, 1890 cand.jur. og var 1892-96 sagførerfuldmægtig i København. 1894 blev Lerche ansat som assistent i Indenrigsministeriet og var 1896-98 tillige ministersekretær. 1899 blev han fungerende fuldmægtig i Ministeriet for offentlige Arbejder og 1905 virkelig fuldmægtig. 1908 blev Lerche udpeget til kongelig kommissarius ved de fynske statsbaner samt forskellige privatbaner på Fyn, 1909 ved jernbaneanlæg på Øerne og fik 1938 afsked. 1941-47 var han dog kommissarius for anlægget af en motorvej fra Rødbyhavn til Storstrømsbroen.

### Radiorådsformand
Det statslige tilsyn med jernbanerne blev efterhånden af mindre betydning, og derfor fik Lerche nye opgaver. Han var 1925-1939 den første formand for Radiorådet og 1926-37 for Luftfartsrådet.
Som Radiorådsformand havde Lerche en betydning, som næppe kan overvurderes: Under hans lederskab skete opførelsen af langbølgesenderen i Kalundborg og mellembølgesenderen i Herstedvester. På internationale kongresser sikrede han Danmark de nødvendige stationsplaceringer inden for det efterhånden overudnyttede bølgelængdeområde, og han blev vicepræsident for den internationale radiounion.
Efter sin afgang 1939 fortsatte Lerche som medlem af byggeudvalget for Radiohuset, indtil det stod færdigt i 1945.
I Spredte Erindringer fra et langt Liv han han forfattet en selvbiografi, der findes som håndskrevet manuskript i Rigsarkivet og delvis er offentliggjort i Tidsskrift for Radio og Fjernsyn 1963–64.

## Hæder og tillidshverv
Lerche blev 20. januar 1911 Ridder af Dannebrogordenen, 1912 kammerherre, 21. januar 1919 Dannebrogsmand, 1. juli 1922 Kommandør af 2. grad og 30. januar 1932 Kommandør af 1. grad. 29. september 1939 modtog han Fortjenstmedaljen i guld. Han bar to udenlandske ordener.
Han blev 1909 medlem af Statsinventariekommissionen (for Statens vedkommende) og 1954 fritaget for hvervet; 1909 medlem af Christiansborg Slots byggeudvalg, tillige udvalgets sekretær; 1912-14 formand for Grundejerbankens tilsynsråd, 1914-29 medlem af bankens likvidationskomité; 1917 formand for Benzinnævnet; formand for bestyrelsen for Det kjøbenhavnske Ejendomssocietet og for repræsentantskabet i Foreningen til Understøttelse af Dannebrogsridderes Efterladte; 
Lerche blev gift 25. april 1893 i Sankt Johannes Kirke med Thalia Helene "Lone" Bartholin (14. april 1866 på Nielstrup i Våbensted Sogn - 5. januar 1956 i København), datter af forpagter, fideikommisbesidder Caspar Georg Bartholin Eichel og Holga Aagaard.
Han er begravet på Vestre Kirkegård.

## Gengivelser
- Portrætmaleri af Laurits Tuxen 1910
- Tegning af Gerda Ploug Sarp 1938
- Portrætmaleri af Herman Vedel 1940 (Danmarks Radio)
- Portrætmalerier af Frederik Lange og af Schepeler
- Fotografier